# Okres Partizánske
Okres Partizánske je jedním z okresů Slovenska. Leží v Trenčínském kraji, v jeho jižní části. Na severu hraničí s okresem Bánovce nad Bebravou a okresem Prievidza, na jihu s okresem Zlaté Moravce a okresem Topoľčany. Území okresu se nachází na části území bývalých žup Nitranské, Tekovské a Trenčínské.